# Chave (pontuação)
Sugestão de Merge, ver discussão
Chave (português brasileiro) ou Chaveta (português europeu) é o símbolo da língua portuguesa formado de parêntese. Na matemática são chavetas.
Chaves, são sinais gráficos usados para indicar a reunião de diversos itens relacionados que formam um grupo, bem como a reunião das diversas divisões de um assunto. Na linguística, as chaves são utilizadas para representar morfemas. Na matemática, à semelhança dos parênteses, as chaves agrupam diversos elementos de uma operação, definindo sua ordem de resolução.
Exemplos:
O radical da palavra menino é {menin-}.
Múltiplos de 5: {0, 5, 10, 15, 20, 25, 30, 35,… }.
21×{30+[21×(64−10×4)]}
- Que significa que este símbolo que está aberto { e que também está fechado }.

Na informática as chaves são comumente utilizadas para delimitar blocos de código. 